# Reichssicherheitsdienst
Reichssicherheitsdienst, w skrócie RSD – Służba Bezpieczeństwa III Rzeszy, odpowiedzialna początkowo za osobiste bezpieczeństwo Adolfa Hitlera, w późniejszym okresie ochraniająca także inne osobistości Rzeszy.

## Geneza
Wkrótce po objęciu urzędu Kanclerza Rzeszy w 1933 Adolf Hitler polecił wybranemu w tym celu specjalnie z policji bawarskiej Johannowi Rattenhuberowi utworzenie Zespołu ds Specjalnych (niem. Kommando zur besonderen Verwendung), do którego zadań miało należeć: zapewnienie ogólnego bezpieczeństwa Führera i członków rządu, a w szczególności przeciwdziałanie zamachom. Początkowo zespół liczył 8 urzędników (funkcjonariuszy) policji kryminalnej, by w dwa lata później liczyć ok. 50 osób; agentów policji bawarskiej, pilotów, kierowców itd., przydzielonych do różnych osób, obiektów i zadań.
Ponieważ policjantom bawarskim nie wolno było działać poza granicami Bawarii, poza jej granicami, za bezpieczeństwo Hitlera od lutego 1932 do roku 1934 odpowiadał ośmioosobowy oddział towarzyszący SS (niem. SS-Begleitkommando des Führers) – Oddziału (militarnej) Eskorty Wodza.
Wkrótce agenci policji kryminalnej bezpośrednio odpowiadający za bezpieczeństwo Führera stali się Strażą Hitlera (niem. Führerschutzkommando), która od 1934 przejęło także zadania SS-Begleitkommando des Führers.
15 marca 1935 Straż Hitlera (niem. Führerschutzkommando) zostało przeformowane na Służbę Bezpieczeństwa Rzeszy (niem. Reichssicherheitsdienst) – RSD.
Dowódcą RSD od chwili jej utworzenia, aż do końca wojny był SS-Gruppenführer Johann Rattenhuber.
Agentami RSD byli najlepsi detektywi (niem. Kriminalpolizei (KRIPO)) – Policji Kryminalnej, nie mniej wobec faktu, iż od 1936 podporządkowani byli SS Heinricha Himmlera, nosili stopnie SS.

## Zadania
Do zadań RSD należało: zapewnienie bezpieczeństwa osobistego Hitlera, śledztwa w sprawach wykrytych lub domniemanych zamachów, lustracja tras przejazdu i miejsc pobytu Wodza. RSD miało zarówno prawo żądania pomocy od policji innych landów jak i wręcz objęcia dowództwa nad każdą lokalną policją.
Ponadto, ponieważ Naczelne Dowództwo Wehrmachtu – (OKW) przyznało RSD status żandarmerii wojskowej, jej agenci utworzyli automatycznie swym stanem Służbę Bezpieczeństwa Tajnego Oddziału Żandarmerii Polowej (niem. Reichssicherheitsdienst Gruppe Geheime Feldpolizei z.b.V.), mogli więc również żądać wsparcia od żandarmerii polowej.
W zależności od aktualnie wykonywanego zadania, z przyczyn jw., agenci RSD mieli swobodę w wyborze noszonych mundurów: Wehrmachtu lub SS.

## Struktura
RSD dzieliła się na poszczególne (niem. Dienststellen) – Biura, przeznaczone do ochrony konkretnych dygnitarzy.
Dienstelle I dowodzona przez Petera Högla odpowiadała za osobiste bezpieczeństwo Hitlera i po części przebywała w Berghofie, reszta zaś przemieszczała się wraz z Hitlerem.
Pozostałe biura i ochraniane obiekty;
- II Naczelny Dowódca Luftwaffe, Marszałek Rzeszy Hermann Göring
- III Minister Spraw Zagranicznych Joachim von Ribbentrop
- IV Szef SS i Gestapo Heinrich Himmler
- V Minister Propagandy dr Joseph Goebbels
- VI Protektor Czech i Moraw Wilhelm Frick
- VII Gubernator Generalnego Gubernatorstwa Hans Frank
- VIII Monachium i okolice
- IX Berchtesgaden i okolice
- X Namiestnik Rzeszy w Holandii Arthur Seyss-Inquart
- XI Komisarz Rzeszy w Norwegii Josef Terboven
- XII Naczelny Dowódca Kriegsmarine Karl Dönitz
- XIII Namiestnik Rzeszy w Danii Werner Best
- XIV Szef Głównego Urzędu Bezpieczeństwa Rzeszy (RSHA) Ernst Kaltenbrunner
- XVII Kancelaria Rzeszy

Łączna liczebność RSD to ok. 250 agentów (1944/45).

## Koniec
30 kwietnia 1945 to właśnie agenci RSD dokonali kremacji zwłok Evy Braun i Adolfa Hitlera. 2 maja 1945 w toku nieudanej ucieczki z bunkra Hitlera pod Kancelarią Rzeszy Rattenhuber został ciężko ranny w nogę i pojmany przez żołnierzy Armii Czerwonej, Högl zaś poległ.